# 오산시의 행정 구역
오산시의 행정 구역은 8개의 행정동과 24개의 법정동으로 구성되어 있다. 오산시의 인구는 2020년 7월을 기준으로 97,348세대, 228,111명이다. 오산시의 면적은 42.76 km2으로 경기도의 0.4%에 해당한다.

## 행정 구역
| 행정동  | 한자    | 세대   | 인구    | 면적  | 법정동 |
| ------- | ------- | ------ | ------- | ----- | --- |
| 중앙동  | 中央洞  | 14,080 | 36,243  | 3.66  | 오산동(烏山洞) (일부), 부산동(釜山洞) (일부), 은계동(銀溪洞) (일부)                                                    |
| 대원1동 | 大園1洞 | 26,921 | 64,484  | 6.20  | 오산동(烏山洞) (일부), 원동(園洞) (일부), 갈곶동(葛串洞) (일부)                                                        |
| 대원2동 | 大園2洞 | 26,921 | -       | -     | 오산동(烏山洞) (일부), 부산동(釜山洞) (일부), 원동(園洞) (일부), 고현동(高峴洞), 청호동(淸湖洞), 갈곶동(葛串洞) (일부) |
| 남촌동  | 南村洞  | 12,895 | 19,925  | 6.06  | 오산동(烏山洞) (일부), 청학동(靑鶴洞), 가장동(佳長洞), 가수동(佳水洞) (일부), 궐동(闕洞) (일부), 갈곶동(葛串洞) (일부) |
| 신장1동 | 新場1洞 | 23,987 | 59,393  | 7.04  | 궐동(闕洞) (일부), 수청동(水淸洞) (일부), 내삼미동(內三美洞) (일부), 금암동(錦岩洞)                                    |
| 신장2동 | 新場2洞 | 23,987 | 59,393  | 7.04  | 궐동(闕洞) (일부), 은계동(銀溪洞) (일부), 수청동(水淸洞) (일부), 내삼미동(內三美洞) (일부)                             |
| 세마동  | 洗馬洞  | 12,519 | 31,862  | 13.32 | 외삼미동(外三美洞), 세교동(細橋洞), 양산동(陽山洞), 지곶동(紙串洞), 서랑동(西廊洞)                                     |
| 초평동  | 楚坪洞  | 6,946  | 16,204  | 6.48  | 서동(西洞), 벌음동(伐音洞), 두곡동(斗谷洞), 탑동(塔洞), 누읍동(樓邑洞), 가수동(佳水洞) (일부)                          |
| 총 합계 | 총 합계 | 97,348 | 228,111 | 42.76 | |

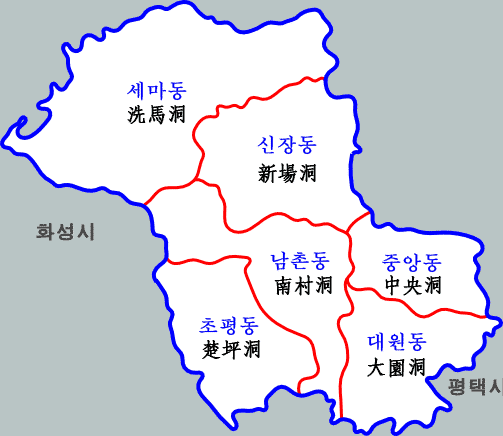
오산시의 행정 구역

- 인구는 2020년 6월 기준, 면적은 2016년 6월 9일 기준

## 역사
- 1989년 1월 1일 : 오산읍이 오산시로 승격하고, 중앙동, 남촌동, 신장동, 세마동, 초평동, 역촌동의 6개 동을 설치하였다.[2]
- 1991년 8월 13일 : 역촌동을 대원동으로 개칭하였다.
- 1995년 4월 20일 : 평택시 진위면 갈곶리·고현리·청호리 각 일부를 대원동에 편입하였다.[3]
- 2024년 1월 1일 대원동을 대원1동, 대원2동으로, 신장동을 신장1동, 신장2동으로 각각 분동하였다.